# 牙をみせろ
牙をみせろ（きばをみせろ）は、THE PREDATORSの2ndミニ・アルバムである。2008年10月15日発売。

## 概要
- 3年ぶりに再始動したTHE PREDATORSのミニ・アルバム。前作から約3年3ヶ月ぶりのリリースとであり、初のオリコントップ10入りを果たした。
- 今作は2009年4月14日出荷分までの期間限定生産としてリリースされた。

## 収録曲

### CD
- 全作詞: 山中さわお

1. ROCK'N'ROLL LAY DOWN（作曲: JIRO）
2. C.R.S（作曲: 山中さわお）
3. LIVE DRIVE（作曲: 山中さわお）
4. SHOOT THE MOON（作曲: JIRO）
5. GUN LOCK（作曲: 山中さわお）
6. ISLAND（作曲: JIRO）
7. WILD TIGER（作曲: JIRO）

### DVD
1. LIVE DRIVE(Video Clip)
2. SHOOT THE MOON(Video Clip)
3. ROCK'N'ROLL LAY DOWN(Video Clip)